# Placówka Straży Granicznej I linii „Pawonków”
Placówka Straży Granicznej I linii „Pawonków” – jednostka organizacyjna Straży Granicznej pełniąca służbę ochronną na granicy polsko-niemieckiej w okresie międzywojennym.

## Geneza
Na wniosek Ministerstwa Skarbu, uchwałą z 10 marca 1920 roku, powołano do życia Straż Celną. Od połowy 1921 roku jednostki Straży Celnej rozpoczęły przejmowanie odcinków granicy od pododdziałów Batalionów Celnych. Proces tworzenia Straży Celnej trwał do końca 1922 roku. Placówka Straży Celnej „Pawonków” weszła w podporządkowanie komisariatu Straży Celnej „Lubliniec” z Inspektoratu SC „Tarnowskie Góry”.

## Formowanie i zmiany organizacyjne
Rozporządzeniem Prezydenta Rzeczypospolitej Polskiej Ignacego Mościckiego z 22 marca 1928 roku, do ochrony północnej, zachodniej i południowej granicy państwa, a w szczególności do ich ochrony celnej, powoływano z dniem 2 kwietnia 1928 roku  Straż Graniczną.
Rozkazem nr 4 z 30 kwietnia 1928 roku w sprawie organizacji Śląskiego Inspektoratu Okręgowego dowódca Straży Granicznej gen. bryg. Stefan Pasławski określił strukturę organizacyjną komisariatu SG „Lubecko”. Placówka Straży Granicznej I linii „Pawonków” znalazła się w jego strukturze.

## Służba graniczna
Przejścia graniczne
Na terenie placówki działało:
- przejście graniczne Pawonków – Nagelschmiede, przy kamieniu granicznym nr 84
- przejście graniczne kolejowe Pawonków – Wildfurt (Pludry), położone było przy torze kolejowym Lubliniec-PawonkówWildfurt pomiędzy kamieniem granicznym nr  94 a 97
- przejście gospodarcze Pawonków - Flügeldorf (Skrzydłowice) pomiędzy kamieniem granicznym nr 92 a 93
- przejście gospodarcze Pawonków – Wildfurt pomiędzy kamieniem granicznym nr 93 a 94.

Sąsiednie placówki
- placówka Straży Granicznej I linii „Glinica” ⇔ placówka Straży Granicznej I linii „Kośmidry” − 1928

## Kierownicy/dowódcy placówki
| stopień    | imię i nazwisko      | okres pełnienia służby | kolejne stanowisko |
| ---------- | -------------------- | ---------------------- | ------------------ |
| przodownik | Franciszek Wieczorek | był X 1932             |                    |
| przodownik | Jan Kosik            | był VII 1935           |                    |